# Каспий (газета)
«Каспий» (дореф. «Каспій») — русскоязычная общественно-политическая газета, издававшаяся в Баку в период Российской империи (1881—1917) и Азербайджанской Демократической Республики (1919).

## История
Газета «Каспий» была учреждена в Баку в январе 1881 года. С 1881 по 1919 год вышло 10 065 номеров газеты. Первые 28 номеров, до июля 1881 года, издавались 2 раза в неделю. Последующие номера издавались 3 раза в неделю. С января 1884 года газета стала издаваться ежедневно. Первые тиражи составляли 400—420 экземпляров. В 1887 году тираж достиг 1000 газет. C 1887 года газета стала издаваться систематически. В 1897 году тираж газеты составил 2400 экземпляров. В марте 1919 года газета прекратила издание.
Первым главным редактором газеты, возглавлявшим её с 1881 по 1887 год, стал Виктор Васильевич Кузьмин. По причине болезни Кузьмину пришлось уйти с должности главного редактора. Его сменил Евлампий Иванович Старцев. В мае 1887 года полицейский департамент Баку представил отрицательную характеристику на него, и он не был утверждён в должности. С 1887 по 1888 год главным редактором являлся преподаватель местной гимназии В. П. Личкус-Хомотов. Его сменил сотрудник газеты «Кавказ» Пётр Тимофеевич Гордиевский (1888—1889).
В 1889 году после издания 82-го номера газеты главным редактором стал Николай Александрович Соколинский. Соколинский прибыл на Кавказ в 1878 году. С 1882 года занимался журналистикой. Работал в газетах «Кавказское обозрение», «Новое обозрение», «Каспий». В газете «Каспий» он писал фельетоны под названием «Пятничные разговоры». Соколинский возглавлял «Каспий» с 1889 по 1897 год. Под его началом в газете работали редакторы С. К. Михайлов (1890), М. А. Шахтахтинский (июнь—август 1891 или 1891—1893), М. А. Успенский (1892), К. М. Карягин (1894—1897).

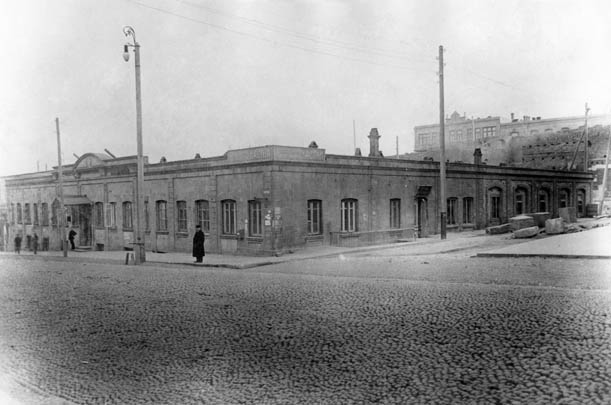
Дом Г. З. Тагиева на Николаевской улице 12 в Баку, в котором до 1918 года располагалась редакция бакинской газеты «Каспий»

После смерти Соколинского в 1897 году издание газеты финансировал Г. З. Тагиев. Он перенёс издательство на улицу Николаевскую. Главным редактором стал Алимардан-бек Топчибашев.
В течение краткого периода газета издавалась не только на Кавказе, но и в иных городах Российской Империи, и за рубежом.
В газетах печатались публицисты и просветители Г. Зардаби, С. М. Ганизаде, М. А. Шахтахтинский, А. Гусейнзаде, Н. Нариманов, Ф. Кочарли, А. Мурадханов, Ахмед-бек Агаев. Они поднимали на страницах газеты вопросы образования, науки, общественно-политические темы. Поднимались проблемы бесправия женщин, консерватизма, борьбы за чистоту азербайджанского языка. В 1902 году свою первую статью «Dəlmə bağlari» в газете опубликовал Дж Мамедкулизаде. В газете публиковался преподаватель и общественный деятель М. Ситки. В газете Теймурбеком Байрамалибековым было издано собрание азербайджанского фольклора.
Газета освещала политические, экономические темы, вопросы истории, литературы. Печатались новости Бакинской, Елизаветпольской губернии, из-а рубежа. Публиковался обзор прессы Российской империи.
В газете освещалась деятельность мирового рабочего движения начала XX века. С 1898 года в редакции газеты работал видный социал-демократ Н. П. Козеренко, заведовавший нефтяным отделом газеты и писавший статьи по общественно-научным вопросам, журнальные обозрения. В трех номерах газеты в июне-июле 1898 года была напечатана статья Н. Козеренко «К вопросу о положении рабочих на нефтяных промыслах».
На страницах газеты впервые было сообщено о строительстве первой железнодорожной ветки в Азербайджане.
«Каспий» являлся официальным печатным органом государственной власти. В газете печатались нормативно-правовые акты, официальные объявления и сообщения государственных органов.
«Каспий» стал третьей газетой, издаваемой на территории нынешнего Азербайджана на русском языке, после «Бакинского листка» (1871—1872) и «Бакинских известий» (1879—1887).
В газете работали Ахмед-бек Агаев, Джейхун Гаджибейли.
В 1918 году здание редакции газеты располагалось по адресу: Баку, Николаевская, 10. В период мартовских событий 1918 года здание типографии газеты было подожжено, что привело к приостановке выхода газет «Каспий» и «Ачыг сёз», которая также печаталась в этой типографии.

## Структура газеты
На 1880 год в газете были следующие рубрики:
- Главные события местной и общегосударственной жизни
- Сведения и эскизы
- Обзор ежедневных событий
- Оригинальные и в переводе научные статьи
- Нефтяное дело в России и за рубежом Новости, касающиеся нефти
- Последняя почта
- Проза
- Новости
- Объявления

## Редакторы
- Кузьмин, Виктор Васильевич (1881—1887)
- Старцев, Евлампий Иванович
- Личкус — Хомотов, Владимир Павлович (1887—1888)
- Гордиевский, Пётр Тимофеевич (1888—1889)
- Сокалинский, Николай Александрович (апрель 1889 — весна 1897)
- Топчибашев, Алимардан-бек (1897—1907)

## Современное издание
В 1999 году начала выходить одноимённая газета, выпускаемая Global Media Group и позиционирующая себя как возобновление газеты начала XX века. До 2020 года газета выходила на азербайджанском, русском, английском языках. В 2011 году был отмечен 130-летний юбилей газеты. С 2021 года газета выходит на русском и азербайджанском.